# Балути (район)
Балути (пол. Bałuty) – до 31 грудня 1992 року район Лодзі. Балути були другим за величиною районом: вони охоплювали площу с 78,9 км². У ньому проживало найбільше населення порівняно з іншими районами – близько 191,6 тис. мешканців.

## Історія

1. Балути
2. Відзев
3. Середмістя
4. Полісся
5. Гурна

У 19 столітті Лодзь розвивалось дуже динамічно. Демографічний розвиток був непропорційним розвитку території міста, через що прибуле населення осідало в навколишніх селах. Забудова цих нових житлових масивів була хаотичною, без елементарних комунікацій. Незадовго до приєднання до Лодзі, у 1915 році, населення Балутів становило 100 000 осіб. На той час це було найбільше поселення в Європі.